# 78652 Quero
78652 Quero è un asteroide della fascia principale. Scoperto nel 2002, presenta un'orbita caratterizzata da un semiasse maggiore pari a 2,6067323 au e da un'eccentricità di 0,1293929, inclinata di 7,58171° rispetto all'eclittica.
L'asteroide è dedicato all'omonima località italiana.